# ساينت نوول (كيبك)
ساينت نوول (بالإنجليزية: Saint-Noël, Quebec)‏ هي local municipality of Quebec تقع في كندا في لا ماتابيديا. يقدر عدد سكانها بـ 434 نسمة ومساحتها 45.50 كم2 .